# Austrolycopodium
Austrolycopodium es un género de helechos perteneciente a la familia Lycopodiaceae. Comprende 5 especies descritas y de estas, solo 3 aceptadas.

## Taxonomía
El género fue descrito por Josef Ludwig Holub y publicado en Folia Geobotanica et Phytotaxonomica 26(1): 90. 1991. La especie tipo es: Austrolycopodium magellanicum (P. Beauv.) Holub.  

## Especies aceptadas
A continuación se brinda un listado de las especies del género Austrolycopodium aceptadas hasta marzo de 2015, ordenadas alfabéticamente. Para cada una se indica el nombre binomial seguido del autor, abreviado según las convenciones y usos.	
- Austrolycopodium aberdaricum (Chiov.) Holub
- Austrolycopodium assurgens (Fée) Holub
- Austrolycopodium fastigiatum (R. Br.) Holub